# Ford Saarlouis
Ford Saarlouis is een carrosserie- en assemblagefabriek van de Amerikaanse autobouwer Ford, in de voorstad Röderberg van Saarlouis in Duitsland. De officiële naam van het bedrijf is Ford-Werke GmbH, en binnen Ford wordt de fabriek Saarlouis Body and Assembly Plant genoemd. Het is een van Fords zeven fabrieken in Europa en zeventig fabrieken wereldwijd.

## Geschiedenis
De fabriek ligt op het voormalige vliegveld Röderberg, en de bouw van de fabriek begon in 1966, nadat Ludwig Erhard zich er sterk voor had gemaakt. In 1968 begon de productie van carrosseriedelen voor andere Ford-fabrieken en voor Renault. In 1970 begon de productie van auto's. Het eerste model dat in Saarlouis werd geproduceerd was de Ford Escort; bedoeld om te concurreren met de Opel Kadett.
In 1990 werd de vijf miljoenste auto gebouwd; op 1 juli 2005 de tien miljoenste. Tachtig procent van de productie wordt geëxporteerd naar meer dan zestig landen, waaronder Australië, Nieuw-Zeeland en Mexico. De fabriek produceert sinds 1998 de Ford Focus, en sinds 2008 de Ford Kuga. In 2022 werd de Focus nog steeds in Saarlouis geproduceerd.
In 2017 werkten er ongeveer 6190 mensen, in drieploegendienst. Ongeveer elf procent van de werknemers kwam uit het nabijgelegen Frankrijk, en een kleine zeven procent uit Italië. Circa zeven procent waren vrouwen.
Op 22 juni 2022 maakte de Ford-directie bekend dat de productie van elektrische auto's van Ford aan Valencia Body & Assembly in Spanje was toegewezen. De productie van de Focus, en de bijhorende arbeidsgarantie zijn nog maar tot 2025 ingepland. Daarmee dreigen forse bezuinigingen, risico voor de werkgelegenheid van 4.600 werknemers en 2.000 werknemers bij de toeleveranciers, en mogelijk zelfs sluiting van de fabriek.

## Geproduceerde modellen
| Afbeelding | Model       | Periode    |
| ---------- | ----------- | ---------- |
|            | Ford Escort | 1970-1998  |
|            | Ford Capri  | 1971-1975  |
|            | Ford Fiesta | 1976-1980  |
|            | Ford Orion  | 1983-1993  |
|            | Ford Focus  | vanaf 1998 |
|            | Ford C-Max  | vanaf 2002 |
|            | Ford Kuga   | 2008-2013  |